# 特里沙爾烏帕齊拉
特里沙爾乌帕齐拉是孟加拉国邁門辛縣的一个乌帕齐拉，位於邁門辛专区的邁門辛縣。。

## 人口
據1991年孟加拉國人口普查，特里沙爾共有戶數64,142戶，人口336,797人。其中男性佔比50.97%，女性佔比49.03%；成年人口158,390人。該地7歲以上人口之平均識字率為25.2%。